# چشم عقاب

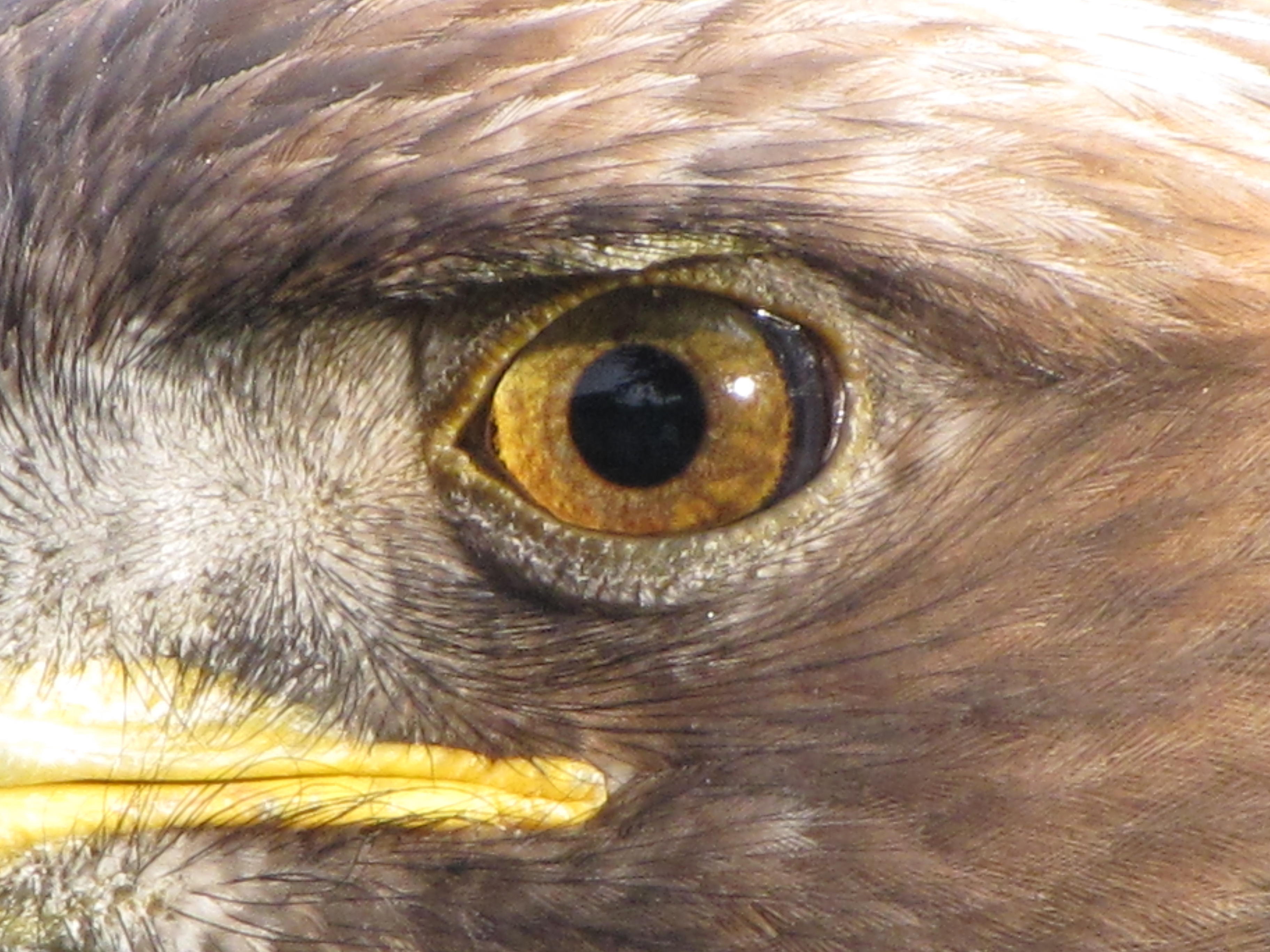
چشم عقاب طلایی

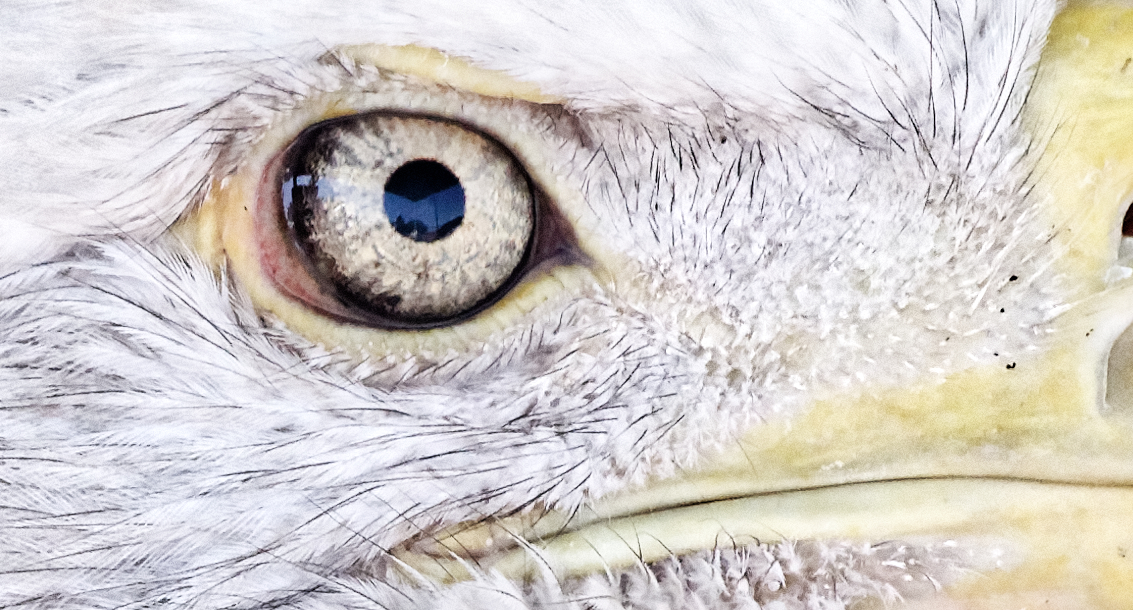
چشم عقاب سرسفید

چشم عقاب، یکی از تیزبین‌ترین چشم‌ها در قلمرو جانوران است و بینایی آن ۴ تا ۸ برابر قوی‌تر از بینایی یک انسان معمولی تخمین زده می‌شود.  اگرچه یک عقاب ممکن است تنها ۱۰ پوند (۴٫۵ کیلوگرم) ، چشمان آن تقریباً به اندازه چشمان انسان باشد.  وزن عقاب متفاوت است: یک عقاب کوچک می تواند ۷۰۰ گرم (۱٫۵ پوند) باشد، در حالی که یک عقاب بزرگ‌تر می‌تواند ۶٫۵ کیلوگرم (۱۴ پوند) باشد؛ یک عقاب با حدود ۱۰ کیلوگرم (۲۲ پوند) وزن می‌تواند چشمانی به بزرگی چشمان یک انسان با وزن ۲۰۰ پوند (۹۱ کیلوگرم) داشته باشد. اگرچه اندازه چشم عقاب تقریباً به اندازه اندازه یک انسان است، شکل پشتی چشم عقاب صاف‌تر است. گفته می‌شود که چشمان آنها از نظر وزن بزرگ‌تر از مغزشان است.  دید رنگی با وضوح و شفافیت بارزترین ویژگی چشم عقاب‌ها است. از این رو، افراد تیزبین را گاهی اوقات به عنوان "چشم عقابی" می‌نامند. عقاب‌ها می‌توانند پنج سنجاب رنگارنگ مشخص را شناسایی کنند و طعمه را حتی اگر پنهان شده باشند، پیدا کنند. 
علاوه بر عقاب‌ها، پرندگانی مانند بازها، شاهین‌ها و جغدها که به نام پرندگان شکاری نیز شناخته می‌شوند، بینایی بسیار قوی دارند که آنها را قادر می‌سازد تا طعمه خود را آسان‌تر شکار کنند. پرندگان شکاری بر اساس سبک شکار دسته‌بندی می‌شوند. این بدان معنی است که آنها از حواس تیز خود برای شناسایی و گرفتن طعمه استفاده می‌کنند. گفته می‌شود که یک عقاب قادر به تشخیص خرگوش از فاصلۀ 3.2 کیلومتر (~2 مایل) دورتر است.  همانطور که عقاب از آسمان برای حمله به طعمه خود فرود می‌آید، ماهیچه‌های چشم به طور مداوم انحنای کره چشم را تنظیم می‌کنند تا تمرکز تیز و درک دقیق را در طول نزدیک‌شدن و حمله حفظ کنند.

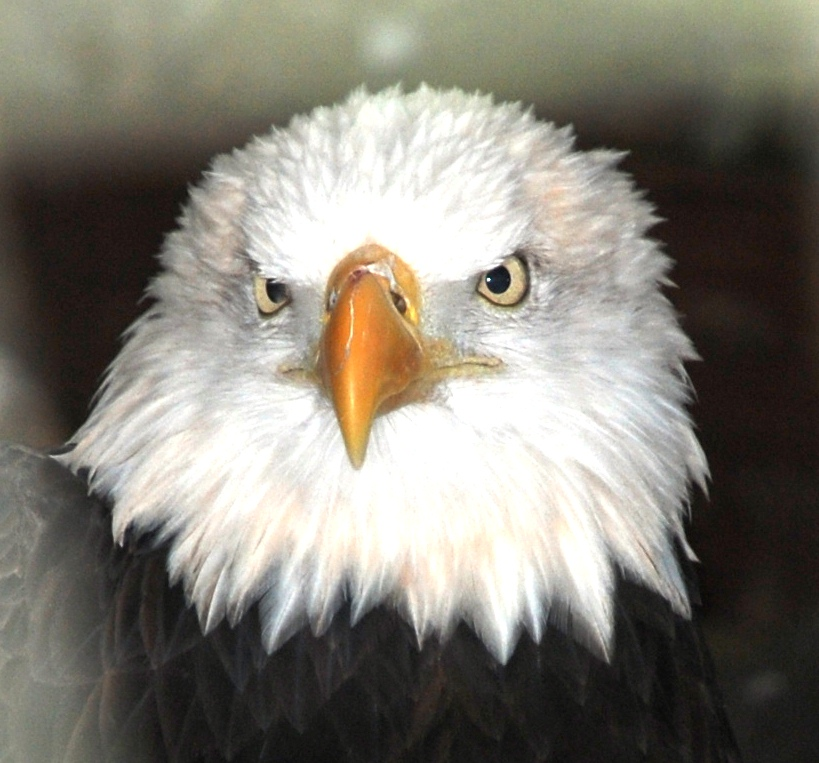
عقاب سرسفید

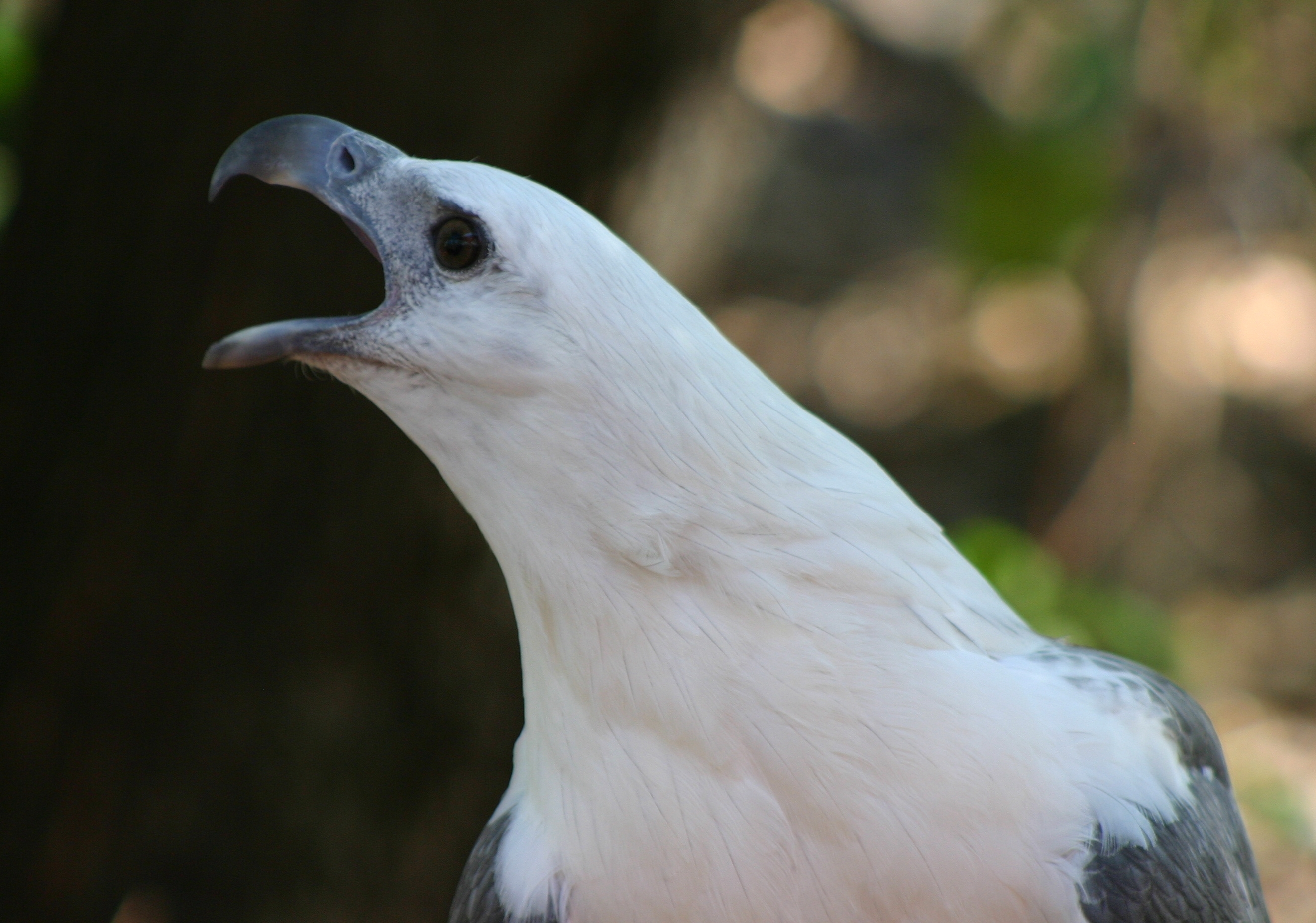
عقاب دریایی شکم‌سفید